# Sent Soplesí de Maruelh
Sent Soplesí de Maruelh (en francès Saint-Sulpice-de-Mareuil) és un municipi francès situat al departament de la Dordonya i a la regió de la Nova Aquitània.

## Demografia
| 1962                                       | 1968 | 1975 | 1982 | 1990 | 1999 | 2007 |
| ------------------------------------------ | ---- | ---- | ---- | ---- | ---- | ---- |
| 205                                        | 170  | 137  | 128  | 131  | 114  | 118  |
| Des de 1962: població sense dobles comptes |      |      |      |      |      |      |

## Administració
| Període   | Identitat        | Partit |
| --------- | ---------------- | ------ |
| 1995-2008 | Raymond Dogneton |        |
| 2008-     | Jean-Luc-Aimont  |        |